# Oxymagis
Oxymagis is een kevergeslacht uit de familie van de boktorren (Cerambycidae). De wetenschappelijke naam van het geslacht werd voor het eerst geldig gepubliceerd in 1866 door Pascoe.

## Soorten
Oxymagis omvat de volgende soorten:
- Oxymagis grandis (Waqa & Lingafelter, 2009)
- Oxymagis grayii Pascoe, 1866
- Oxymagis uniformis (Dillon & Dillon, 1952)
- Oxymagis vitticollis (Fairmaire, 1883)